# Brunhild Decking-Schwill
Brunhild Decking-Schwill (* 1. September 1937 in Bünde; † 30. Dezember 2023) war eine deutsche Politikerin und Landtagsabgeordnete (CDU).

## Leben
Nach dem Besuch der Volksschule und des Gymnasiums mit dem Abschluss Abitur studierte sie von 1957 an Anglistik und Geographie für das Lehramt an der Universität Münster und legte 1961 ihre Staatsprüfung ab. Anschließend war sie als Realschullehrerin bzw. als Hausfrau tätig. Seit 1974 war sie Mitglied der CDU und war in zahlreichen Gremien vertreten.
In den Jahren 1980 bis 1990 war sie stellvertretende Vorsitzende des CDU-Kreisverbands Dortmund. 1986 wurde Brunhild Decking-Schwill zur stellvertretenden Vorsitzenden im CDU-Bezirksverband Ruhrgebiet gewählt.
Vom 30. Mai 1985 bis zum 1. Juni 2000 war Decking-Schwill Mitglied des Landtags des Landes Nordrhein-Westfalen. Sie wurde jeweils über die Reserveliste ihrer Partei gewählt.
Dem Stadtrat der Stadt Dortmund gehörte sie von 1979 bis 1985 an.
Im Juni 1993 wurde Decking-Schwill von Landtagspräsidentin Ingeborg Friebe das Bundesverdienstkreuz am Bande verliehen.